# Odontolabis mouhoti mouhoti
Odontolabis mouhoti mouhoti es una subespecie de coleóptero de la familia Lucanidae.

## Distribución geográfica
Habita en Laos y Tailandia.